# 기타18조역
기타18조역(일본어: 北18条駅, きたじゅうはちじょうえき)은 일본 홋카이도 삿포로시 기타구에 위치한 삿포로 시영 지하철의 역이다.
과거에는 본 역에서 100m정도 서쪽에 기타18조니시 5초메 다카와도리 위에 삿포로 시 전철 기타 선의 동명의 정류장이 있었다.

## 역 구조
지하 1층에 2면 2선의 상대식 승강장이 있고 각각의 승강장과 같은 높이에 개찰구(동쪽)는 2곳, 서쪽에는 1개 설치되어 있어 역 구내에 대합실은 없다. 승강장의 폭은 상하행선 모두 약 3m로 삿포로 시영 지하철 역에서 가장 좁다. 승강장들을 이어주는 연결통로가 지하 2층 규모의 깊이에 있다.
출입구는 2곳이 있고 지상으로 연결되는 엘리베이터는 2번 출입구에 설치되어 있다.

### 타는 곳
| 1 | 난보쿠 선 | 삿포로・오도리・마코마나이 방면 |
| 2 | 난보쿠 선 | 기타24조・아사부 방면           |

## 이용 현황
삿포로 시 교통국의 조사에 따르면 2015년도 1일 평균 승차 인원은 7,422명이다.
최근 1일 평균 승차 인원의 추이는 다음과 같다.
| 연도 | 1일 평균 승차 인원 |
| ---- | ------------------ |
| 2008 | 7,002              |
| 2009 | 6,910              |
| 2010 | 7,159              |
| 2011 | 7,293              |
| 2012 | 7,482              |
| 2013 | 7,599              |
| 2014 | 7,468              |
| 2015 | 7,422              |

## 역 주변
지하철 난보쿠 선과 간조도리의 교차 지점에 위치하여 주변은 시가지이다. 서쪽으로 300m정도 가면 홋카이도 대학이 있고 간조도리는 그 아래를 간조도리 엘무 터널로 통과하고 있다.
- 국도 제5호선
- 간조도리
- 기타 구 호로키타 도시 센터
- 히가시 경찰서
- 기타 경찰서 기타20조 파출소
- 홋카이도 대학 앞 우체국
- 삿포로 시립 호로키타 초등학교
- 삿포로 시립 호쿠신 중학교
- 홋카이도 대학 수의대
- 후지 여자 중・고등학교
- 후지 여자 대학 기타16조 교사
- 홋카이도 중앙버스・JR 홋카이도 버스 "기타18니시5" 정류장(니시 5초메 대로변)
- 홋카이도 중앙버스 "기타18히가시1" 정류장 (소세이가와 대로변)

## 역사
- 1927년: 시 전철 기타 선 북쪽 종점으로 영업 개시.
- 1952년: 시 전철 기타 선 본 정류장에서 북쪽으로 연장됨.
- 1971년 12월 16일: 시 전철 기타 선 "기타24조" 이남 구간이 폐지되고, 지하철 난보쿠 선 영업 개시.
- 2009년 3월 31일: 엘리베이터 및 장애인용 화장실 공용 개시.
- 2012년 8월 31일: 스크린도어 사용 개시[1].

## 사진

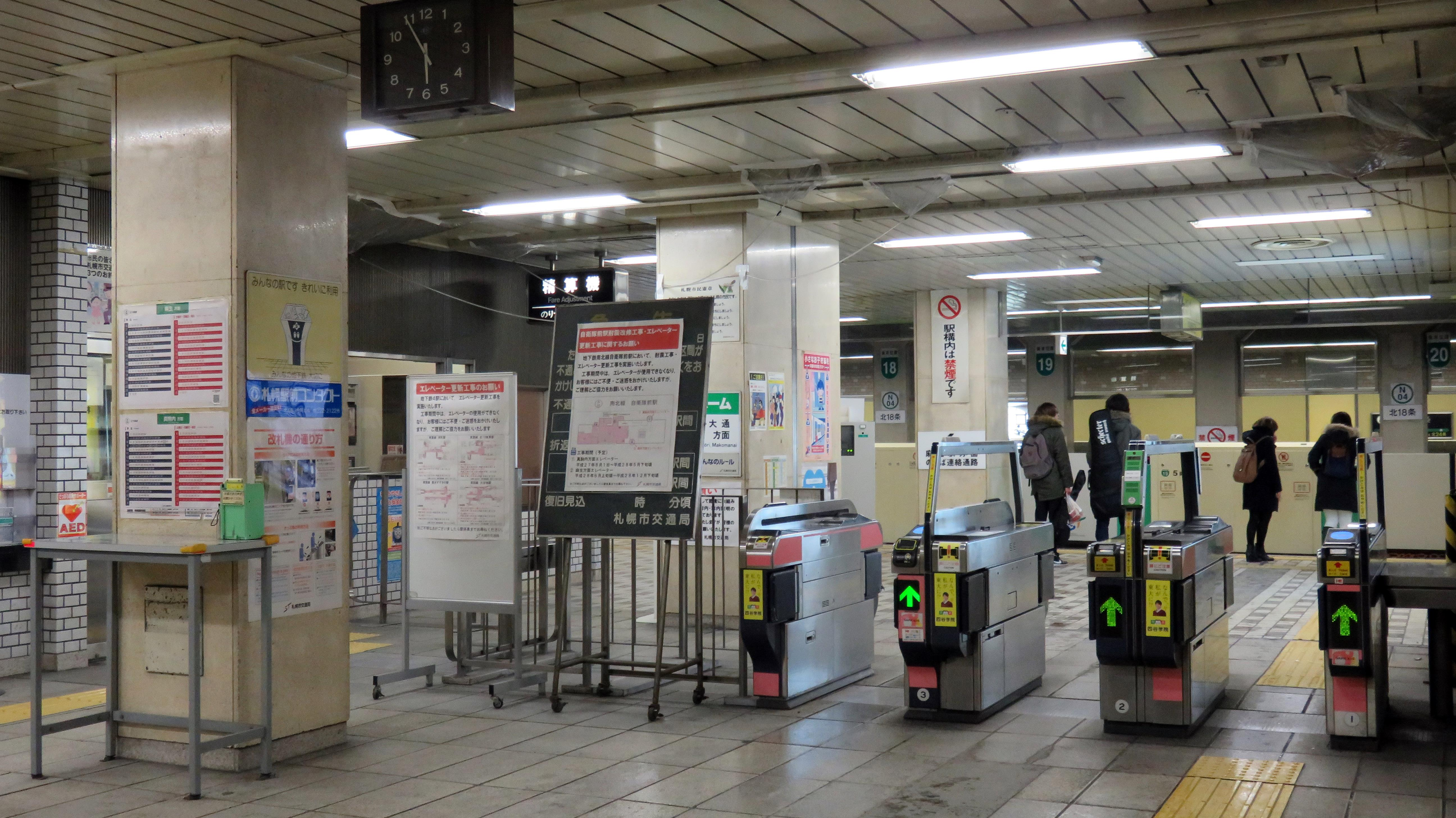
개찰구
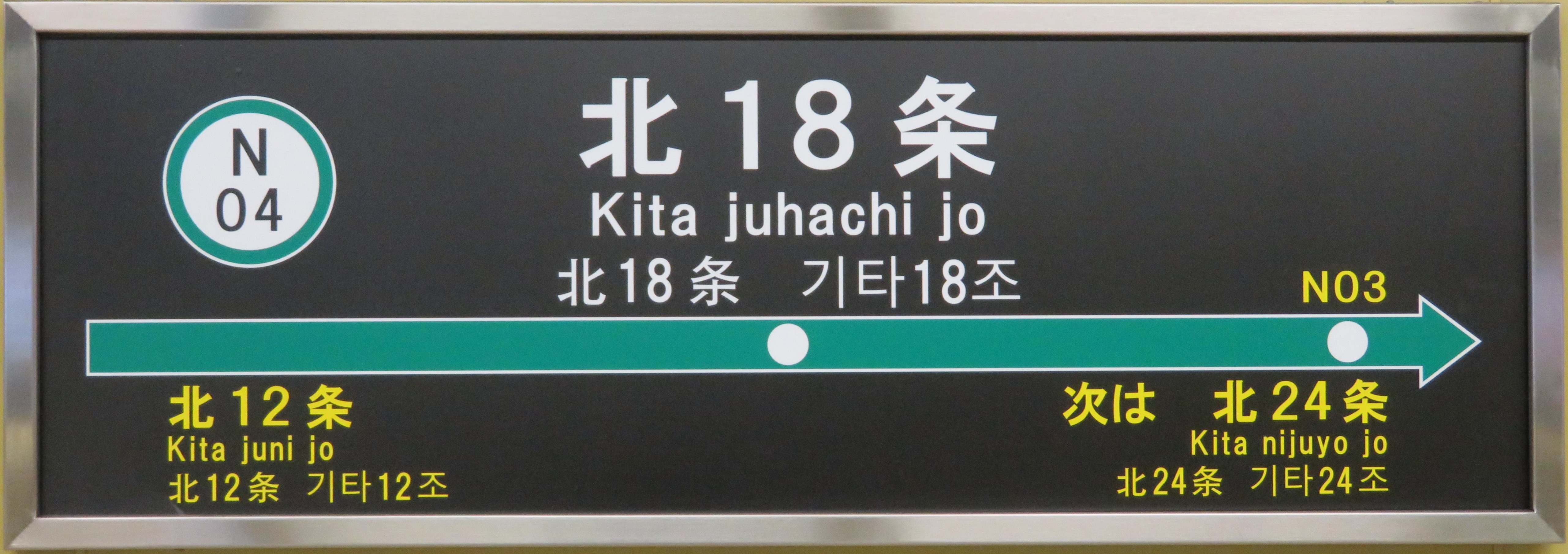
역명판

## 인접역
| 삿포로 시 교통국 지하철 난보쿠 선 | 삿포로 시 교통국 지하철 난보쿠 선 | 삿포로 시 교통국 지하철 난보쿠 선 |
| --------------------------------- | --------------------------------- | --------------------------------- |
| N03 기타24조 아사부 방면          | ● 난보쿠 선                       | N05 기타12조 마코마나이 방면      |